# 23-й укреплённый район
23-й укреплённый район — воинское соединение РККА ВС СССР в Великой Отечественной войне.
Следует различать формирование 23-й укреплённый район (23 ур) и комплекс оборонительных сооружений Мурманский укреплённый район (Не следует путать с Мурманским укреплённым районом периода гражданской войны и интервенции в России).
В действующей армии 23 ур с 22 июня 1941 года по 24 июля 1942 года.

## История
Для защиты и обороны территории государства рабочих и крестьян от внешних врагов Мурманские укрепления начали строить с лета 1940 года. А 23 ур сформирован в Ленинградском военном округе в июне 1941 года.
На 22 июня 1941 года укрепрайон занимал полосу обороны по фронту в 85 километров, глубиной в 5 километров, имел в наличии 7 узлов обороны, состоящих из 12 построенных и боеготовых долговременных оборонительных сооружений, и из 30 находящихся в стадии строительства. В составе района было два развёрнутых пулемётных батальона и два планировалось развернуть. Кроме того в полосе обороны района находился также 135-й стрелковый полк 14-й стрелковой дивизии. Укрепайон находился на самом правом фланге 14-й армии, являясь, таким образом, самым северным формированием сухопутных сил Союза ССР на всей линии фронта против нацистской Германии, их союзников и сателлитов, из Европы и остального мира.
Позиции района располагались на полуостровах Рыбачий и Средний. С 28 июня 1941 года части укрепрайона при поддержке артиллерии 104-го артиллерийского полка и 221-й береговой батареи отражают наступление войск противника. В течение трёх дней бойцы и командиры 23-го укрепрайона, находясь в хорошо укреплённых позициях, отразили все атаки врага.
В дальнейшем до 1942 года части района держали оборону на том же рубеже обороны.
24 июля 1942 года 23-й укреплённый район был передан в состав Северного флота. На момент передачи в укрепрайон входили 135-й полк 14-й стрелковой дивизии, 104-й армейский пушечный артиллерийский полк, двухбатарейный дивизион 143-го артполка, три отдельных пулемётных батальона (опулб), пять отдельных пулемётных рот (опулр), отдельные батальоны сапёров, связи, химический, полевой госпиталь на 190 коек, прачечный отряд, управление тыла, политотдел, штаб и даже взвод танков (скорее всего состоящий из двух Т-26). Также району оперативно были подчинены флотские соединения и часть: 12-я бригада морской пехоты, 63-я бригада морской пехоты и 113-й отдельный дивизион береговой артиллерии.

## Полное наименование
Полное действительное наименование формирования — 23-й укреплённый район.

## Состав
- управление

Памятник защитникам полуострова Рыбачий.

- 278-й отдельный батальон связи (с 31.07.1942 336-й отдельный батальон связи Северного флота)
- 279-й отдельный сапёрный батальон (с 31.07.1942 338-й отдельный сапёрный батальон Северного флота, с 12.11.1943 338-й отдельный инженерный батальон)
- 229-я отдельная автотранспортная рота
- 548-я военно-почтовая станция (с 18.11.1943)
- 7-й отдельный пулемётный батальон (с 31.07.1942 347-й отдельный пулемётный батальон Северного флота)
- 15-й отдельный пулемётный батальон (с 31.07.1942 348-й отдельный пулемётный батальон Северного флота)
- 52-я отдельная пулемётная рота (с 31.07.1942 349-й отдельный пулемётный батальон Северного флота)
- 54-я отдельная пулемётная рота (с 31.07.1942 349-й отдельный пулемётный батальон Северного флота)
- 56-я отдельная пулемётная рота (с 31.07.1942 349-й отдельный пулемётный батальон Северного флота)
- 57-я отдельная пулемётная рота (с 31.07.1942 349-й отдельный пулемётный батальон Северного флота)
- 100-й пограничный отряд войск НКВД

## В составе
| Дата            | Фронт (округ)               | Армия      | Корпус (группа) | Примечания                    |
| --------------- | --------------------------- | ---------- | --------------- | ----------------------------- |
| 22.06.1941 года | Ленинградский военный округ | 14-я армия | -               | с 24.07.1941 — Северный фронт |
| 01.07.1941 года | Северный фронт              | 14-я армия | -               | -                             |
| 10.07.1941 года | Северный фронт              | 14-я армия | -               | -                             |
| 01.08.1941 года | Северный фронт              | 14-я армия | -               | -                             |
| 01.09.1941 года | Карельский фронт            | 14-я армия | -               | -                             |
| 01.10.1941 года | Карельский фронт            | 14-я армия | -               | -                             |
| 01.11.1941 года | Карельский фронт            | 14-я армия | -               | -                             |
| 01.12.1941 года | Карельский фронт            | 14-я армия | -               | -                             |
| 01.01.1942 года | Карельский фронт            | 14-я армия | -               | -                             |
| 01.02.1942 года | Карельский фронт            | 14-я армия | -               | -                             |
| 01.03.1942 года | Карельский фронт            | 14-я армия | -               | -                             |
| 01.04.1942 года | Карельский фронт            | 14-я армия | -               | -                             |
| 01.05.1942 года | Карельский фронт            | 14-я армия | -               | -                             |
| 01.06.1942 года | Карельский фронт            | 14-я армия | -               | -                             |
| 01.07.1942 года | Карельский фронт            | 14-я армия | -               | -                             |

## Командование района
Коменданты:
- полковник Красильников, Даниил Ефимович — 27.07.1940 — 24.01.1942
- полковник Жуков Георгий Андреевич — 10.02.1942 — 24.07.1942

Начальники штаба:
- полковник Носов Кирил Логинович — 15.08.1940 - 30.04.1942